# Harry Boda
Hendrik Pieter Bodaan, artiestennaam Harry Boda (Den Haag, 5 juli 1889 – Haarlem, 16 september 1973) was een Nederlands revueartiest, toneelspeler en filmacteur. Vanaf de jaren 20 speelde hij in diverse films, en op latere leeftijd had hij enkele rollen in televisieprogramma's. Boda was 2 keer getrouwd, en met beide partners had hij een kind.

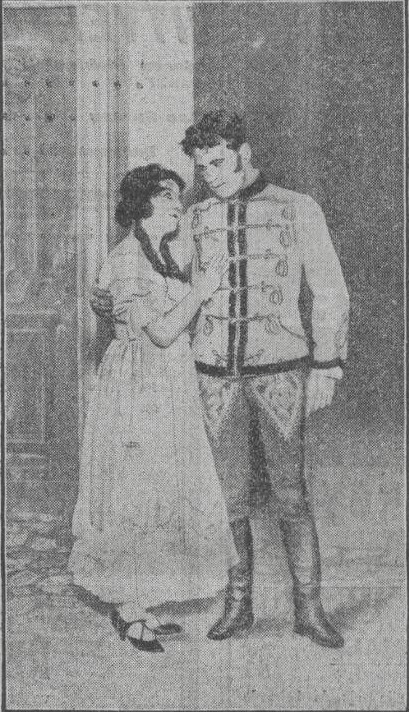
Netty Gerritsen en Harry Boda in Carré, 1923

Op toneel speelde hij onder andere met Louis Davids in De Jantjes (1920), met Fien de la Mar in Even tijd voor vrolijkheid (1935-1936), met Ton Lutz in The Sound of Music (1964) en in Frits Stappers Revue.

## Filmografie
| Jaar | Titel                           | Rol                             | Opmerkingen                                                                            |
| ---- | ------------------------------- | ------------------------------- | -------------------------------------------------------------------------------------- |
| 1965 | Maigret                         | Valentin                        | 1 aflevering: "Maigret op kamers"                                                      |
| 1963 | Mik-Mak                         | Opperhoofd Briesende Beer       | 1 aflevering: "De wilde westen wind"                                                   |
| 1962 | Drie oude vrijgezellen          |                                 | TV                                                                                     |
| 1962 | In Holland staat een riddergoed | lid van de Raad van deskundigen | miniserie                                                                              |
| 1940 | Ergens in Nederland             |                                 |                                                                                        |
| 1936 | Oranje Hein                     |                                 | ook bekend onder de titels: "Feest in de Jordaan" en "Scheiding tusschen tafel en bed" |
| 1936 | Merijntje Gijzens Jeugd         | Flierefluiter                   | Verfilming van het boek van A.M. de Jong                                               |
| 1936 | Kermisgasten                    |                                 |                                                                                        |
| 1930 | Zeemansvrouwen                  | Willem Broerse                  |                                                                                        |
| 1925 | Oranje Hein                     |                                 | ook bekend onder de titel: "Herwonnen geluk"                                           |
| 1923 | Bleeke Bet                      | Ko Monjé                        |                                                                                        |